# 総長ウララ
総長ウララ（そうちょううらら、1994年10月18日 - ）は、日本のYouTuber、ゲーム実況者である。福岡県出身。

## 来歴
- 2016年、YouTubeにて動画投稿を開始。ゲームの生放送、ヴィレッジヴァンガードにてオリジナルグッズの販売など活動を大きく広げている。
- 2019年2月5日、チャンネル登録者数が50万人を達成。
- 2020年10月23日、尿管結石になったことを動画で発表[1]。
- 2021年1月8日、同じくゲーム実況者のうごくちゃんの急逝を受け、ウララは「俺の大切な友達が亡くなってました。初めてで、生きた心地がしません。相棒を失った気分です」とコメントした[2]。
- 2021年1月31日開催のフォートナイトの鬼ごっこ大会にて当たり屋プレイでルール違反を起こし、相手プレイヤーの女性実況者を泣かせたことが原因で退場させられた。この件にてウララはTwitterにて謝罪ツイートをした[3]。
- 2021年2月16日、フォートナイトにて予告し、自身のコラボラジオを追加した[4]。

## 動画投稿
ゲーム実況者のハイグレ玉夫の動画を見て「いつか一緒にコラボしたいな」と思い動画投稿を開始した。現在はハイグレ玉夫と仲が良く一緒にコラボ動画をいくつか投稿している。
YouTubeチャンネルを2つ持ち、メインチャンネル「総長ウララ」では、主にCOD、PUBG、フォートナイト、ApexなどのFPSゲームの実況、実写動画を投稿している。サブチャンネル「うらもっちゃん」では、主に実写で料理、旅行、雑談動画などの動画を投稿している。

## 大会出場歴
- 「フォートナイト オールスタードリームマッチ」ストリーマー部門（2019）
- 「RAGE ASIA 2020」アジア最高峰のeスポーツ国際大会（2020年）